# مقاطعة بهاباد
مقاطعة بهاباد (بالفارسية: شهرستان بهاباد) هي مقاطعة تقع في إيران في يزد. يقدر عدد سكانها بـ 14,577 نسمة .